# 清州市

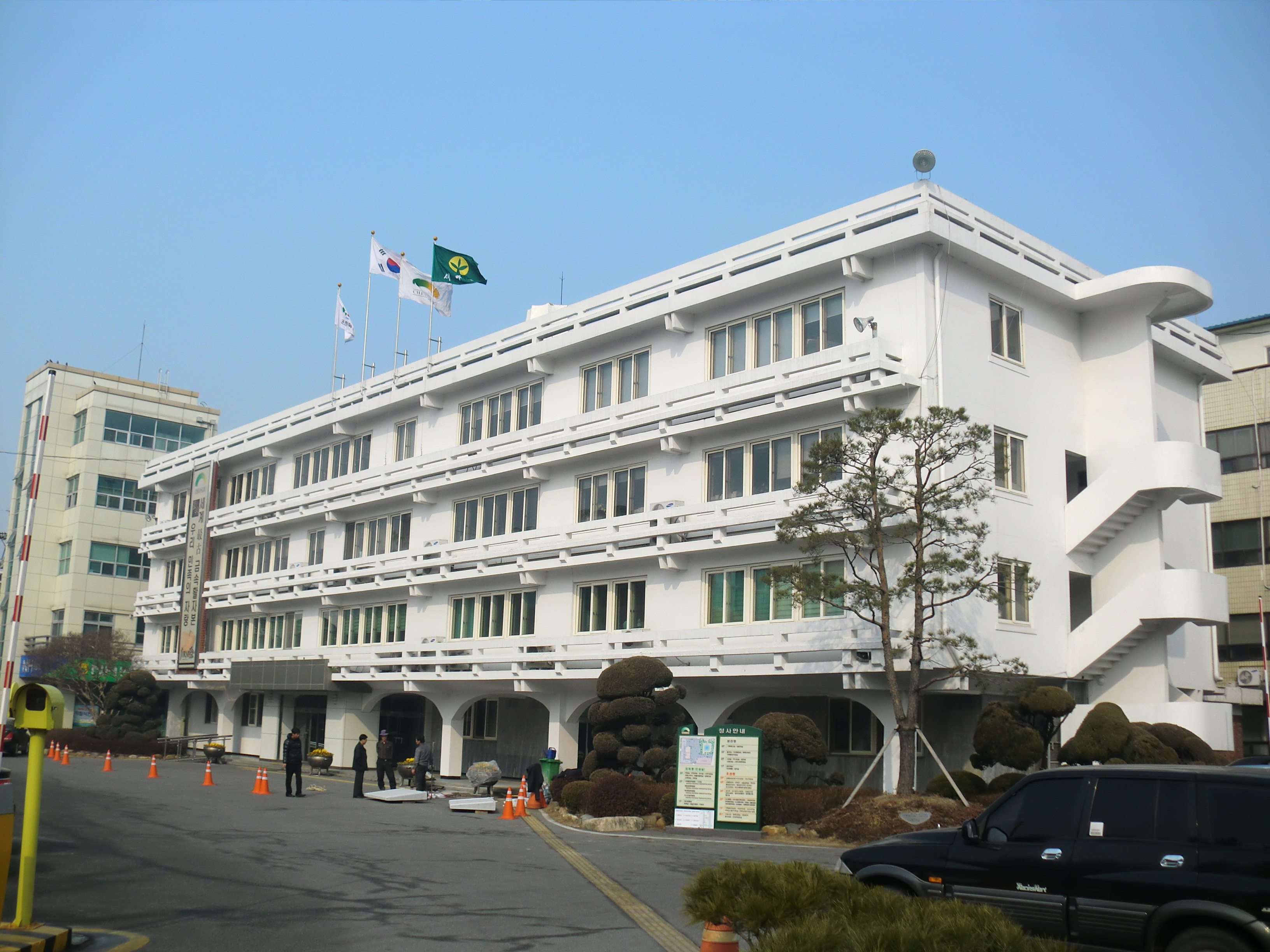
清州市役所旧庁舎（解体撤去済）

清州市（チョンジュし、朝: 청주시）は、大韓民国忠清北道西部の市。道庁所在地。忠清北道で唯一の大都市である。

## 歴史
百済の上党県で、軍事要地であった。
統一新羅時代に西原京が置かれ、高麗時代に清州と改称した。
1905年の京釜線開通とともに交通の要衝となり、1908年忠清北道観察使が忠州から移ってきた（道庁所在地になったことを意味する）。
日本統治時代の朝鮮の1931年に面から邑に昇格し、1946年の清州府への昇格と清原郡の分離を経て1949年清州市に改称、1995年区制が導入された。
- 1946年6月1日 - 清州郡清州邑が清州府に昇格。
- 1949年8月15日 - 清州府が清州市に改称
- 1963年1月1日 - 清原郡四州面を編入。
- 1983年2月15日 - 清原郡江西面および琅城面・江内面・南一面の各一部を編入。
- 1990年8月1日 - 清原郡南一面・南二面・北一面のそれぞれ一部を編入。
- 1995年1月1日 - 上党区、興徳区設置（2区）。
- 2014年7月1日 - 清州市・清原郡が合併し、清州市が発足[2]（4区3邑10面）。
  - 上党区の一部と内秀邑・梧倉邑・北二面の地域をもって、清原区を設置。清原区庁はそれまでの上党区庁へ移転。
  - 興徳区の一部と南二面・賢都面の地域をもって、西原区を設置。西原区庁はそれまでの興徳区庁へ移転。
  - 加徳面・南一面・琅城面・文義面・米院面が上党区に編入。
  - 五松邑・江内面・玉山面が興徳区に編入。
- 2023年7月15日 - 美湖江の堤防決壊。溢水が近隣のアンダーパス（宮坪第2地下車道）に流れ込み、路線バスを含む15台以上が水没した。この事故により13人以上が死亡[3]。

## 行政

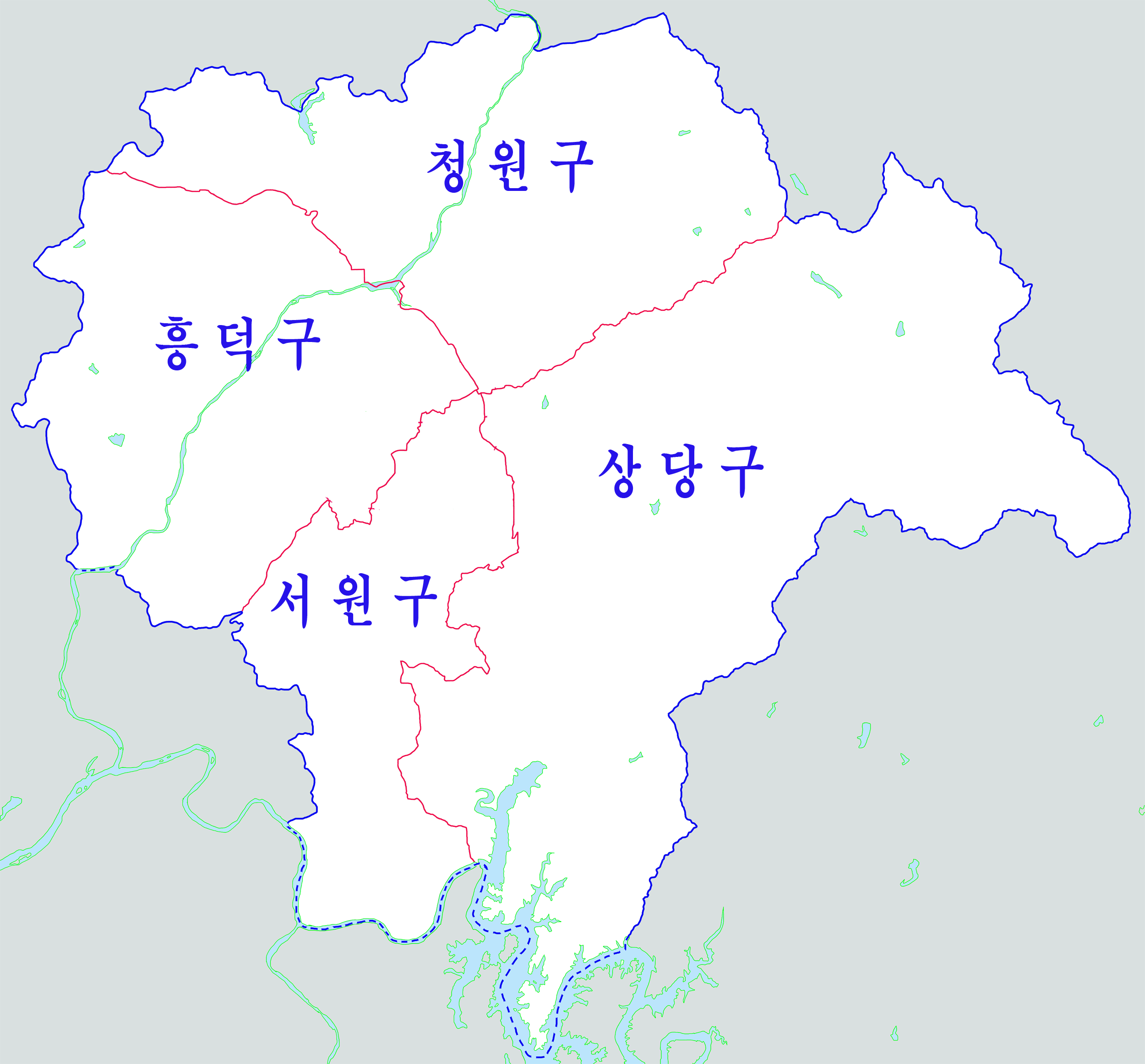
行政区域図

### 行政区画
- 上党区（サンダンく、南東部）
- 興徳区（フンドクく、西部）
- 清原区（チョンウォンく、北部）
- 西原区（ソウォンく、南西部）

### 警察
- 忠北地方警察庁
- 清州上党警察署
- 清州興徳警察署
- 清州清原警察署
- 清州西原警察署（2022年 開署予定）

### 消防
- 忠清北道消防本部
- 清州東部消防署
- 清州西部消防署

## 気候
- 最高気温記録  37.8℃（1994年7月23日）
- 最低気温記録 - 26.4℃（1969年2月6日）
- 現在の天気・気温（清州国際空港基準、過去の最低最高気温なども検索可能。）

| 清州市の気候                                                | 清州市の気候  | 清州市の気候  | 清州市の気候 | 清州市の気候 | 清州市の気候 | 清州市の気候  | 清州市の気候   | 清州市の気候   | 清州市の気候  | 清州市の気候 | 清州市の気候 | 清州市の気候 | 清州市の気候    |
| 月                                                          | 1月           | 2月           | 3月          | 4月          | 5月          | 6月           | 7月            | 8月            | 9月           | 10月         | 11月         | 12月         | 年              |
| ----------------------------------------------------------- | ------------- | ------------- | ------------ | ------------ | ------------ | ------------- | -------------- | -------------- | ------------- | ------------ | ------------ | ------------ | --------------- |
| 最高気温記録 °C （°F）                                      | 15.6 (60.1)   | 22.1 (71.8)   | 25.9 (78.6)  | 31.3 (88.3)  | 34.5 (94.1)  | 35.3 (95.5)   | 37.8 (100)     | 39.1 (102.4)   | 34.3 (93.7)   | 30.6 (87.1)  | 25.1 (77.2)  | 18.3 (64.9)  | 39.1 (102.4)    |
| 平均最高気温 °C （°F）                                      | 3.4 (38.1)    | 6.4 (43.5)    | 12.5 (54.5)  | 19.6 (67.3)  | 24.8 (76.6)  | 28.2 (82.8)   | 30.0 (86)      | 30.6 (87.1)    | 26.4 (79.5)   | 20.7 (69.3)  | 13.0 (55.4)  | 5.4 (41.7)   | 18.4 (65.1)     |
| 日平均気温 °C （°F）                                        | −1.5 (29.3)   | 1.0 (33.8)    | 6.5 (43.7)   | 13.0 (55.4)  | 18.7 (65.7)  | 23.0 (73.4)   | 25.8 (78.4)    | 26.2 (79.2)    | 21.3 (70.3)   | 14.6 (58.3)  | 7.5 (45.5)   | 0.6 (33.1)   | 13.1 (55.6)     |
| 平均最低気温 °C （°F）                                      | −5.8 (21.6)   | −3.8 (25.2)   | 1.0 (33.8)   | 7.0 (44.6)   | 13.1 (55.6)  | 18.4 (65.1)   | 22.4 (72.3)    | 22.6 (72.7)    | 17.0 (62.6)   | 9.4 (48.9)   | 2.6 (36.7)   | −3.7 (25.3)  | 8.4 (47.1)      |
| 最低気温記録 °C （°F）                                      | −24.1 (−11.4) | −26.4 (−15.5) | −12.5 (9.5)  | −4.8 (23.4)  | 2.8 (37)     | 7.9 (46.2)    | 12.3 (54.1)    | 12.7 (54.9)    | 3.7 (38.7)    | −4.3 (24.3)  | −11.0 (12.2) | −20.6 (−5.1) | −26.4 (−15.5)   |
| 降水量 mm （inch）                                          | 20.6 (0.811)  | 29.0 (1.142)  | 42.9 (1.689) | 75.5 (2.972) | 82.8 (3.26)  | 140.0 (5.512) | 293.8 (11.567) | 274.2 (10.795) | 142.3 (5.602) | 58.0 (2.283) | 46.6 (1.835) | 26.7 (1.051) | 1,232.4 (48.52) |
| 平均降水日数 （≥0.1 mm）                                    | 7.2           | 6.4           | 7.8          | 8.3          | 8.1          | 9.4           | 15.7           | 14.0           | 8.7           | 6.1          | 8.7          | 8.8          | 109.2           |
| 平均降雪日数                                                | 9.1           | 5.5           | 2.8          | 0.3          | 0.0          | 0.0           | 0.0            | 0.0            | 0.0           | 0.1          | 2.2          | 8.5          | 28.5            |
| % 湿度                                                      | 63.5          | 58.6          | 55.6         | 53.4         | 57.7         | 64.5          | 74.2           | 73.1           | 70.6          | 66.8         | 65.6         | 64.9         | 64.0            |
| 平均月間日照時間                                            | 166.9         | 176.9         | 207.6        | 220.0        | 238.8        | 196.5         | 150.1          | 173.1          | 176.4         | 204.1        | 160.6        | 161.0        | 2,232           |
| 出典：韓国気象庁 (平均値：1991年-2020年、極値：1967年-現在) |               |               |              |              |              |               |                |                |               |              |              |              |                 |

## 交通

### 鉄道
- 韓国鉄道公社（KORAIL） 
  - 京釜高速線・湖南高速線・五松線：五松駅
  - 忠北線：五松駅 - 清州駅 - 梧根場駅 - 清州空港駅 - 内秀駅

清州駅は清州高速バスターミナルより4km北西にあり、市街地へはバスで連絡となる。大田駅 - 堤川駅間のムグンファ号を中心とした列車が運行しているが、総じて本数は多くない。
KTX・SRTが停車する五松駅は市街地より西に15kmの距離であり、市街地とは市内バスで結ばれている（所要時間は60分）。
京釜線が市の外郭を通過するが駅はない。

### 航空
- 清州国際空港
- 星武飛行場（軍用）

### 高速道路
- 京釜高速道路（1号線）清州IC（Cheongju IC) - ソウルから天安（Cheonan）まで片側4車線、清州市内片側3車線、制限速度100km/h、土日バス専用レーンあり
- 統営-大田・中部高速道路（35号線）西清州IC（West Cheongju IC) - 片側2車線、制限速度110km/h、バス専用レーンなし

### バス
- 清州高速バスターミナル
  - ソウル高速バスターミナル行きは日中10分以内の間隔で運行されており、所要時間は1時間40分。東ソウル総合バスターミナル行きは30分間隔。その他釜山総合バスターミナル・大邱・光州行きなどがある。
- 清州市外バスターミナル（清州旅客ターミナル）：高速バスターミナルの道路向かいにある。（別名:佳景ターミナル）
  - 南ソウル市外バスターミナル（朝鮮語版）・仁川総合バスターミナル（朝鮮語版）・大田・全州・大邱（西大邱）・蔚山・堤川をはじめ、全国各地への便がある。
  - 空港バス
    - 松島新都市経由仁川国際空港行き　30分から60分間隔で運行されている。仁川国際空港までの所要時間は2時間35分（朝夕には直行便もありその場合2時間10分）。
    - 金浦国際空港行き　おおむね1時間20分間隔で運行されている。

切符を購入する際、特に日本人には清州（청주、Cheongju：チョンジュ）と全州（全羅北道）（전주、Jeonju：チョンジュ）の発音が区別しにくく、誤発券される可能性もあるため、購入する際はハングル、漢字またはアルファベットで筆記するとよい。

## 産業

### 工業
- ベーリンガー（医療機器）
- オリオン（食品）
- 韓国ネスレ（インスタントコーヒー）
- SKハイニックス（半導体） - 2018年までに6万平方メートルの工場を新設。2023年までに218000人の雇用創出と25兆8千億ウォンの経済効果が見込まれている[6]。
- LG電子（電子機器）
- LS電線（電線）
- LG化学（化学製品,日用品,自動車動力用・ノートパソコン用リチウムイオン電池）
- 韓国ロッテ（食品）
- 韓国陶磁器

### 商業
- イーマート
- ロッテマート
- ホームプラス

### 観光

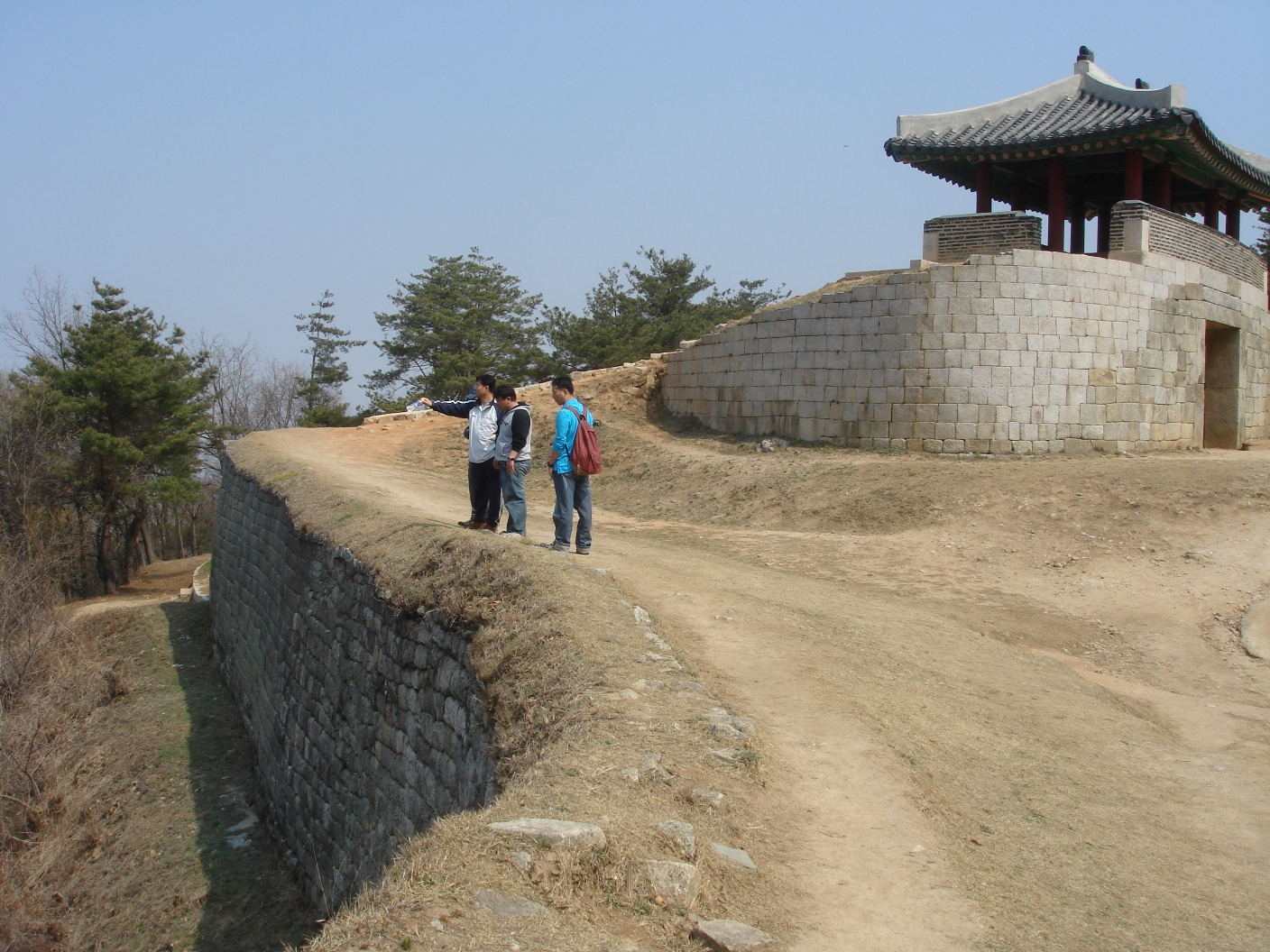
清州市史跡上党山城

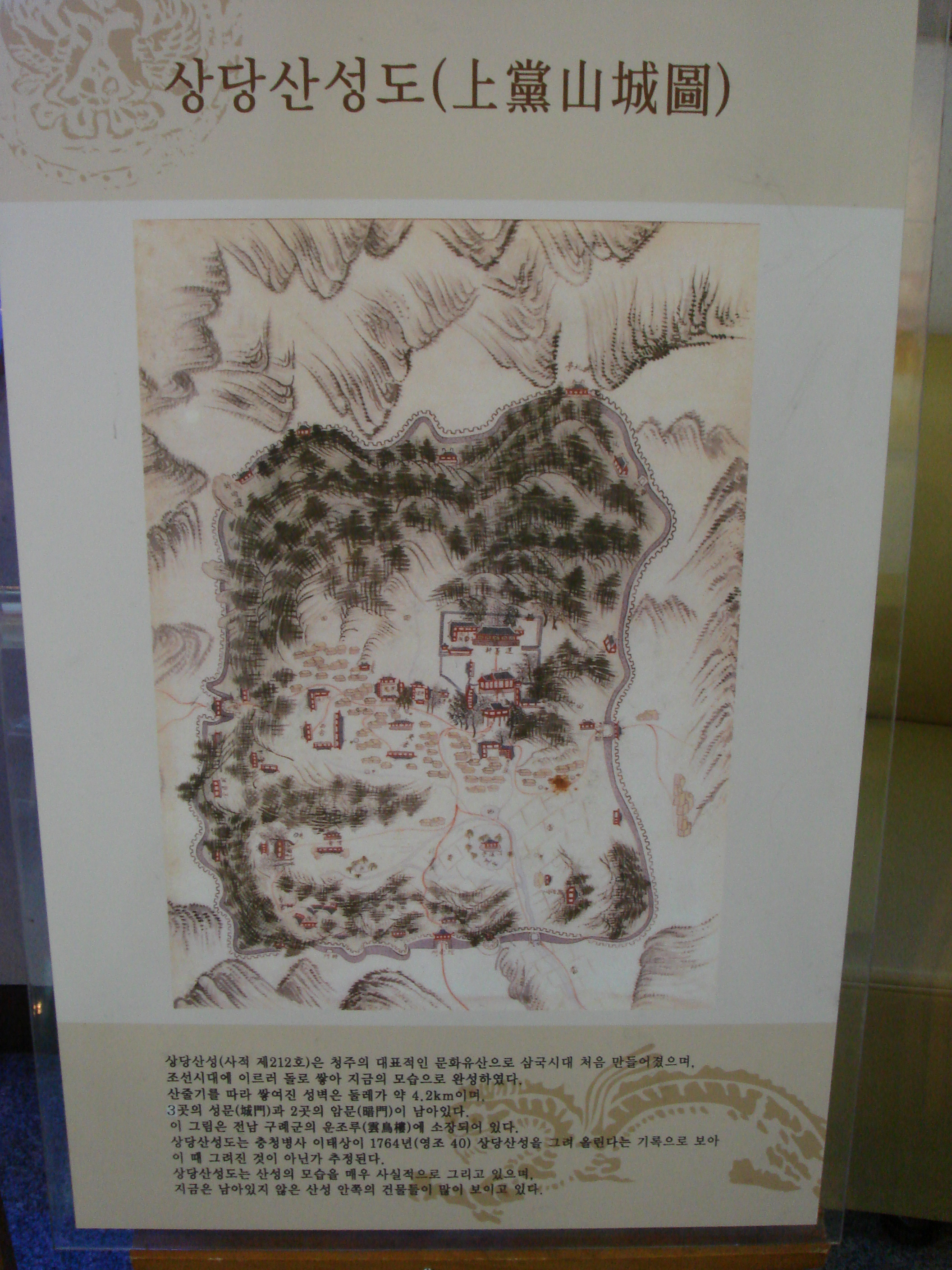
上党山城図

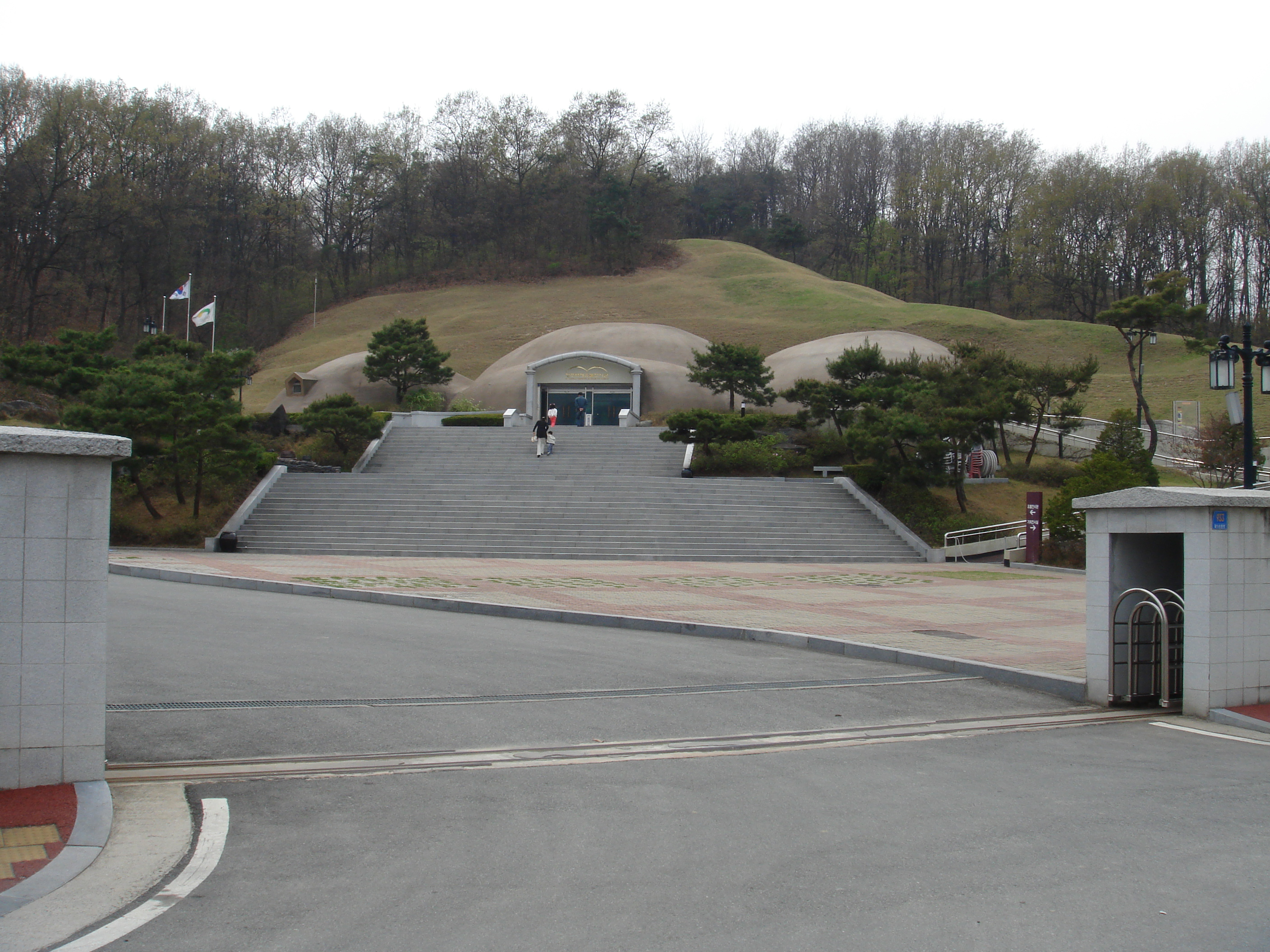
百済古墳群資料館

上党山城（상당산성 Sangdangsanseong）
清州市街に隣接する山の頂上に築かれた周囲長約4kmの城壁に囲まれた広さ約180万m2の山城。正確な築城時期は不明であるが、「三国史記」に記述あり。500年以上の歴史があると考えられる。城壁の内部は集落があり、食堂、土産物屋等もある。車、路線バスで行くこともできるが、環状道路沿いに有る国立清洲博物館近くの登山道入り口より約90分で城壁まで登頂することもできる。
百済古墳群（백제고분군 Baekjegobungun）
新鳳洞地区にある百済時代の古墳群と資料館
直指
金属活字による世界一古い印刷本
スアムゴール (수암골 Suamgol)
壁画村で全国的に有名でテレビドラマの撮影地としてよく活用される。これを記念するためのドラマの道がある。周辺にカフェがたくさんある。

## 教育

### 大学
上党区
- 韓国空軍士官学校 - (国立)

清原区
- 清州大学校
- 忠北保健科学大学校

西原区
- 西原大学校
- コットンネ賢都社会福祉大学校
- 忠北大学校 - (国立)
- 清州教育大学校 - (国立)

興徳区
- 韓国教員大学校 - (国立)
- 忠清大学校
- 韓国ポリテク4大学清州キャンパス
- 忠北道立大学五松キャンパス

## スポーツ
サッカーでは2023年にKリーグに入会した忠北清州FCが、バスケットボールではWKBLの清州KBスターズがそれぞれ本拠地としている。また、プロ野球・KBOリーグのハンファ・イーグルスが清州総合運動場野球場を準本拠地としている。

## 出身者
- LUNE - アイドル、ミュージシャン（DKB）
- チュウ - 歌手
- キムリップ - 歌手（今月の少女）
- ムンビン - 歌手、俳優（ASTRO）
- シンビ - 歌手、ダンサー（VIVIZ)
- ムンスア - アイドル、ラッパー（Billlie）
- アン・ユジン - アイドル（IVE)
- キム・ソンジュ (タレント) - アナウンサー、MC、タレント
- キュー - 歌手（THEBOYZ）
- ハン・ヒョジュ - 女優

## 姉妹都市
- 日本
  - 鳥取県鳥取市
  - 山梨県甲府市
- 中国
  - 湖北省武漢市
  - 江蘇省常州市